# Thagria unca
Thagria unca är en insektsart som beskrevs av Nielson 1977. Thagria unca ingår i släktet Thagria och familjen dvärgstritar. Inga underarter finns listade i Catalogue of Life.